# Chelonus tsagannuri
Chelonus tsagannuri är en stekelart som först beskrevs av Vladimir Ivanovich Tobias 2005.  Chelonus tsagannuri ingår i släktet Chelonus och familjen bracksteklar. Inga underarter finns listade i Catalogue of Life.